# Susques megye
Susques egy megye Argentínában, Jujuy tartományban. A megye székhelye Susques.

## Települések
Önkormányzatok és települések (Municipios)
- Catua
- Coranzuli
- Susques